# Arthur Butler Phillips Mee

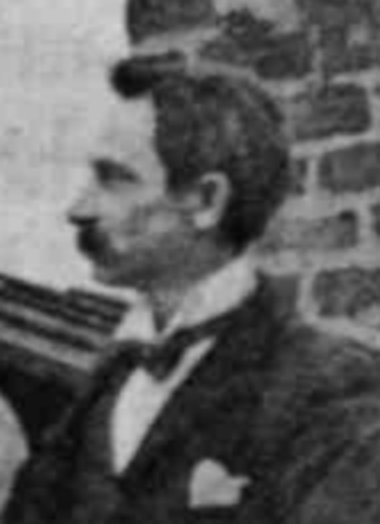
Arthur Butler Phillips Mee

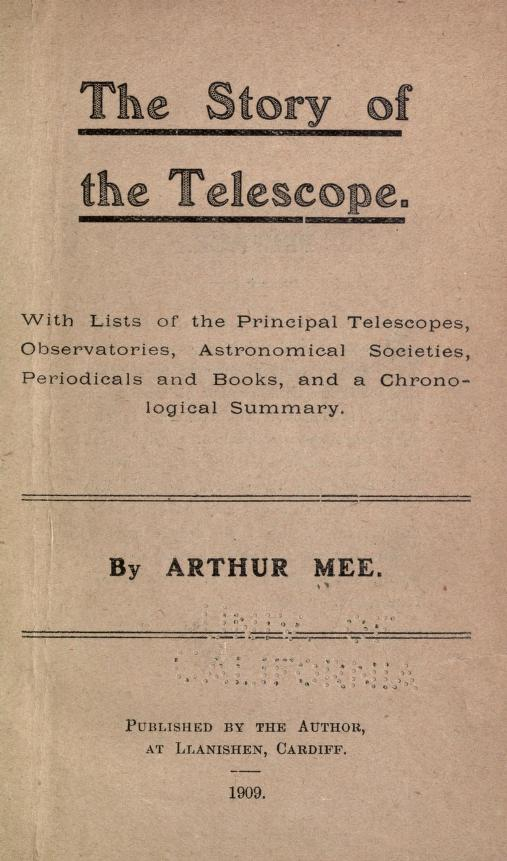
Titelseite: The Story of the Telescope

Arthur Butler Phillips Mee (* 21. Oktober 1860 in Aberdeen; † 25. Januar 1926 in Cardiff) war ein britischer Journalist, Herausgeber und bekannter Amateurastronom.

## Leben
Arthur Butler Phillips Mee wurde am 21. Oktober 1860 als Sohn des Pfarrers Georges S. Mee und seiner Frau Elizabeth Mee, geborene Phillips, in der schottischen Stadt Aberdeen geboren.
Sein Vater gab das Priesteramt auf und wurde Journalist im walisischen Llanelli, wo Arthur Mee seine Kindheit verbrachte. Er folgte seinem Vater und wurde ebenfalls Journalist in Llanelli, wo er 1888 seine Frau Claudia Thomas heiratete. 1892 zog er nach Cardiff um und arbeitete für die Zeitung Western Mail, eine Arbeit, die er bis zu seinem Tode ausübte. Er verfasste dort die Kolumne „Wales Day by Day“ unter dem Pseudonym „Idris“. Am 25. Januar 1926 erkrankte er plötzlich und starb noch am selben Tag an Herzversagen.
Mee hatte vielfältige Interessen. Er war der Herausgeber der ersten Ausgabe des „Who's who in Wales“ und er steuerte viele historische Informationen zu Silas Evans Buch „Seryddiaeth a Seryddwyr“ (walisisch für Astronomie und Astronomen) bei. Ferner interessierte er sich für lokale Geschichte und publizierte darüber.
Mees Hauptinteresse galt der Astronomie. Er begann im Alter von siebzehn Jahren mit einem 8-Zoll-Spiegelteleskop mit astronomischen Beobachtungen, insbesondere des Mondes und des Planeten Mars. Er fertigte Skizzen von Mondstrukturen an, die er neben anderen Beobachtungen etwa von Sonnenflecken, Meteoren oder Finsternissen in populärwissenschaftlichen Zeitschriften veröffentlichte. Camille Flammarion verwendete Mees Zeichnungen in seinem Buch über den Planeten Mars. Am 11. März 1892 beobachtete er einen Titan-Durchgang vor dem Saturn zusammen mit dem zugehörigen Schatten auf dem Saturn.
Kurz nach dem Umzug nach Cardiff gründete Mee die Astronomical Society of Wales, deren erster Präsident er wurde, und er gab ihre Zeitschrift „Cambrian Natural Observer“ heraus. Er schrieb populärwissenschaftliche Bücher über Amateurastronomie und über die Geschichte des Teleskops.

## Ehrungen
- Arthur Mee war Fellow der Royal Astronomical Society und der Société astronomique de France.[9]
- Im Jahre 1935 benannte die IAU den Mondkrater Mee nach Arthur Butler Phillips Mee.[10]